# Reprezentacja Monako w koszykówce mężczyzn
Reprezentacja Monako w koszykówce mężczyzn - drużyna, która reprezentuje Monako w koszykówce mężczyzn. Za jej funkcjonowanie odpowiedzialny jest Monakijski Związek Koszykówki (FMB). Nigdy nie udało jej się zakwalifikować do Mistrzostw Europy, Mistrzostw Świata, czy Igrzysk Olimpijskich. Aktualnie nie należy do żadnej dywizji.